# Hans Berglund
Hans Berglund (Estocolmo, 24 de fevereiro de 1918 – Estocolmo, 17 de setembro de 2006) foi um velocista sueco na modalidade de canoagem.
Foi vencedor da medalha de Ouro em K-2 1000 m em Londres 1948 junto com o seu colega de equipe Lennart Klingström.